# Điền kinh tại Đại hội Thể thao Bán đảo Đông Nam Á 1973
Điền kinh tại Đại hội Thể thao Bán đảo Đông Nam Á năm 1973 (SEAP Games lần thứ 7) được diễn ra tại Sân vận động Quốc gia, Singapore, từ ngày 2 đến 5 tháng 9 năm 1973.  Tại kì đại hội này, đoàn thể thao Miến Điện thống trị điền kinh Đông Nam Á với 18 tấm huy chương vàng.

## Tóm tắt kết quả

### Nam
| Nội dung                    | Vàng                                                                                          | Vàng         | Bạc                                                                             | Bạc       | Đồng                                                                               | Đồng      |
| --------------------------- | --------------------------------------------------------------------------------------------- | ------------ | ------------------------------------------------------------------------------- | --------- | ---------------------------------------------------------------------------------- | --------- |
| 100 m                       | Anat Ratanapol                                                                                | 10.5         | Suchart Jairsuraparp                                                            | 10.5      | Samphon Mao                                                                        | 10.7      |
| 200 m                       | Anat Ratanapol                                                                                | 21.6         | Sinnayah Sabapathy                                                              | 22.3      | Samphon Mao                                                                        | 22.3      |
| 400 m                       | Baba Singhe Peyadesa                                                                          | 48.2         | Savin Chem                                                                      | 48.5      | Sayan Paratanavong                                                                 | 48.9      |
| 800 m                       | Jimmy Crampton                                                                                | 1:51.4       | Ramasamy Subramaniam                                                            | 1:52.9    | Serjit Singh                                                                       | 1:58.0    |
|                             |                                                                                               |              |                                                                                 |           |                                                                                    |           |
| 1500 m                      | Jimmy Crampton                                                                                | 3:52.8       | Ramasamy Subramaniam                                                            | 3:54.1    | K. Kumarasan                                                                       | 3:55.5    |
| 5000 m                      | Aung Than                                                                                     | 14:55.0      | P. C. Suppiah                                                                   | 15:10.6   | A. Mahalingam                                                                      | 15:15.8   |
| 10,000 m                    | Aung Than                                                                                     | 31:02.8 CR   | Ko Ko                                                                           | 32:02.8   | A. Malayandy                                                                       | 32:06.55  |
| Marathon                    | Ko Ko                                                                                         | 2:26:04.2    | Hla Thein                                                                       | 2:34:06.3 | Solaimuthu                                                                         | 2:42:03.6 |
|                             |                                                                                               |              |                                                                                 |           |                                                                                    |           |
| 110 m vượt rào              | Ishtiaq Mubarak                                                                               | 14.6         | Hpone Myint                                                                     | 14.9      | Bala Merican                                                                       | 15.1      |
| 400 m vượt rào              | Tongchai Tipyamatee                                                                           | 53.5         | Karu Selvaratnam                                                                | 53.7      | Gyee Ngwe                                                                          | 53.9      |
|                             |                                                                                               |              |                                                                                 |           |                                                                                    |           |
| 3000 m vượt chướng ngại vật | Aung Than                                                                                     | 9:14.2       | S.P. Kannu                                                                      | 9:18.8    | A. Manickan                                                                        | 9:23.2    |
|                             |                                                                                               |              |                                                                                 |           |                                                                                    |           |
| 4 × 100 m tiếp sức          | Thái Lan Anat Ratanapol · Suchart Jairsuraparp · Panus Ariyamongkol · Surapong Ariyamongkol   | 40.7 CR      | Singapore Andrew Chee · Yeo Kian Chye · Ong Yoke Phee · Loh Chan Pew            | 41.6      | Malaysia Janun Abdullah · Maarof Hussein · V. Sridaran · Sinnayah Sabapathy        | 41.9      |
| 4 × 400 m tiếp sức          | Malaysia Baba Singhe Peyadesa · Sinnayah Sabapathy · Harun Rasheed Othman · Victor Asirvatham | 3:11.2       | Singapore Ho Mun Cheong · Cheah Kim Teck · Canagasabai Kunalan · Godfrey Jallah | 3:11.3    | Thái Lan Anat Ratanapol · Sayan Paratanavong · Sukhum Chatprasop · Wichit Chusakun | 3:18.1    |
|                             |                                                                                               |              |                                                                                 |           |                                                                                    |           |
| 20 km đi bộ                 | Khoo Chong Beng                                                                               | 1:44:31.8    | Nadarajan Rengasamy                                                             | 1:46:54.2 | Kyaw Mying                                                                         | 1:50:57.8 |
| 50 km đi bộ                 | Kyaw Mying                                                                                    | 4:53:16.2 CR | Aziz Khalil                                                                     | 5:10:41.8 | S. Dorairaj                                                                        | 5:19:43.6 |
|                             |                                                                                               |              |                                                                                 |           |                                                                                    |           |
| Nhảy sào                    | Kyaw Zaw                                                                                      | 4.50         | Wong Chong Sai P. Munha                                                         | 4.20      |                                                                                    |           |
| Nhảy cao                    | Nor Azhar Hamid                                                                               | 2.12 m CR    | Yon bin Ismail                                                                  | 2.00      | Sitha Sin                                                                          | 1.99      |
| Nhảy xa                     | Thant Zin                                                                                     | 7.29 m       | Lim Hong Kang                                                                   | 7.09      | Shazan Amir Rahman                                                                 | 7.07      |
| Nhảy ba bước                | Shahlan Tahir                                                                                 | 14.83 m      | Chaiyasit Suriyachan                                                            | 14.78     | Thant Zin                                                                          | 14.78     |
|                             |                                                                                               |              |                                                                                 |           |                                                                                    |           |
| Đẩy tạ                      | Saw Sarlawla                                                                                  | 14.64 m      | Thien Win                                                                       | 13.50     | Lim Choong Watt                                                                    | 12.95     |
| Ném đĩa                     | Nhem Yeav                                                                                     | 43.74 m      | Zaw Weik                                                                        | 43.42     | Samai Chartmontri                                                                  | 41.60     |
| Ném búa                     | Muthiah Dattaya                                                                               | 44.40 m      | Eknath Mane                                                                     | 43.62     | Ghenda Singh                                                                       | 41.22     |
| Ném lao                     | Nashatar Singh Sidhu                                                                          | 65.60 m      | Ballang Lasung                                                                  | 62.10     | Jaw Tee Jang                                                                       | 60.48     |
| 10 môn phối hợp             | Janardhanan Vijayan                                                                           | 6,237 pts    | Tang Ngai Kin                                                                   | 6,044     | Win WIn                                                                            | 6,023     |

### Nữ
| Nội dung           | Vàng                                                                      | Vàng        | Bạc                                                                 | Bạc     | Đồng                                                                    | Đồng     |
| ------------------ | ------------------------------------------------------------------------- | ----------- | ------------------------------------------------------------------- | ------- | ----------------------------------------------------------------------- | -------- |
| 100 m              | Eng Chiew Guay                                                            | 12.50       | Than Than                                                           | 12.55   | Aye Shwe                                                                | 12.59    |
| 200 m              | Glory Barnabas                                                            | 25.63       | Than Than Lwin                                                      | 25.68   | Aye Shwe                                                                | 25.7     |
| 400 m              | Than Than                                                                 | 55.3 CR     | Chee Swee Lee                                                       | 56.0    | Mar Mar Min                                                             | 56.2     |
|                    |                                                                           |             |                                                                     |         |                                                                         |          |
| 800 m              | Mar Mar Min                                                               | 2:12.7 CR   | Chee Swee Lee                                                       | 2:12.8  | Yamunah Ramasamy                                                        | 3:14.3   |
| 1500 m             | Nwe Nwe Yee                                                               | 4:28.2      | Yamunah Ramasamy                                                    | 4:41.2  | Mirnigar Begum                                                          | 4:41.8   |
|                    |                                                                           |             |                                                                     |         |                                                                         |          |
| 100 m vượt rào     | Heather Merican                                                           | 14.80 CR    | Nwe Nwe Yee                                                         | 15.4    | C. Kiewlongya                                                           | 15.8     |
| 200 m vượt rào     | Heather Merican                                                           | 28.8 sec    | Gan Bee Wah                                                         | 29.1    | Nwe Nwe Yee                                                             | 29.9     |
|                    |                                                                           |             |                                                                     |         |                                                                         |          |
| 4 × 100 m tiếp sức | Singapore Eng Chiew Guay · Sheila Fernando · Glory Barnabas · Gan Bee Wah | 47.5        | Myanmar Than Than · Aye Shwe · Nwe Nwe Yee · ?                      | 47.8    | Malaysia Yamunah Nair · Irene Wan · Esther Thaddaus · Noreen Pereira    | 48.0     |
| 4 × 400 m vượt rào | Burma Than Than · Than Than Htay · Aye Shwe · Mar Mar Min                 | 3:38.7      | Singapore Chee Swee Lee · C. Madathi · Chew Kim Hua · Maimoon Azlan | 3:48.8  | Malaysia Esther Thaddaus · Marina Chin · Junaidah Aman · Noraisah Wajib | 4:00.1   |
|                    |                                                                           |             |                                                                     |         |                                                                         |          |
| 10 km đi bộ        | Su Su Yee                                                                 | 55:03.20 CR | Margaret Tan                                                        | 55:41.7 | Cheah Bee Tin                                                           | 55:54.00 |
|                    |                                                                           |             |                                                                     |         |                                                                         |          |
| Nhảy cao           | Gladys Chai                                                               | 1.65 m CR   | Goh Li Kian Eileen Chit                                             | 1.56    |                                                                         |          |
| Nhảy xa            | Aye Shwe                                                                  | 5.74 m CR   | Gladys Chai                                                         | 5.57    | Koh Hong Phang                                                          | 5.53     |
|                    |                                                                           |             |                                                                     |         |                                                                         |          |
| Đẩy tạ             | Jennifer Tinlay                                                           | 13.7 m      | K. Yientrong                                                        | 11.51   | Paw Shwee                                                               | 11.4     |
| Ném đĩa            | Jennifer Tinlay                                                           | 41.60 m     | Paw Shwee                                                           | 39.86   | Uch Lay                                                                 | 37.54    |
| Ném lao            | Proch Thin                                                                | 41.18 m     | Chua Kim Tee                                                        | 35.80   | Kok Yin Ping                                                            | 33.56    |

## Bảng huy chương
| Hạng               | Đoàn               | Vàng | Bạc | Đồng | Tổng số |
| ------------------ | ------------------ | ---- | --- | ---- | ------- |
| 1                  | Myanmar (MYA)      | 18   | 11  | 9    | 38      |
| 2                  | Malaysia (MAS)     | 9    | 11  | 14   | 34      |
| 3                  | Singapore (SIN)    | 6    | 13  | 6    | 25      |
| 4                  | Thái Lan (THA)     | 4    | 5   | 4    | 13      |
| 5                  | Campuchia (KHM)    | 2    | 1   | 4    | 7       |
| Tổng số (5 đơn vị) | Tổng số (5 đơn vị) | 39   | 41  | 37   | 117     |